# Pueyo
Pour les articles homonymes, voir Pueyo (homonymie).
Pueyo en espagnol ou Puiu en basque est une municipalité de la communauté forale de Navarre, dans le Nord de l'Espagne.
Elle est située dans la zone linguistique mixte de la province.

## Démographie
| Évolution démographique                               | Évolution démographique | Évolution démographique | Évolution démographique | Évolution démographique | Évolution démographique | Évolution démographique | Évolution démographique | Évolution démographique | Évolution démographique | Évolution démographique |
| 1996                                                  | 1998                    | 1999                    | 2000                    | 2001                    | 2002                    | 2003                    | 2004                    | 2005                    | 2006                    | 2007                    |
| ----------------------------------------------------- | ----------------------- | ----------------------- | ----------------------- | ----------------------- | ----------------------- | ----------------------- | ----------------------- | ----------------------- | ----------------------- | ----------------------- |
| 333                                                   | 324                     | 324                     | 310                     | 337                     | 333                     | 319                     | 320                     | 334                     | 323                     | 317                     |
| Sources: Pueyo et instituto de estadística de navarra |                         |                         |                         |                         |                         |                         |                         |                         |                         |                         |

### Sources
- (es) Cet article est partiellement ou en totalité issu de l’article de Wikipédia en espagnol intitulé « Pueyo » (voir la liste des auteurs).